# Kor Aldershoff
Kornelis Henk (Kor) Aldershoff (Groningen, 10 oktober 1932 - Amsterdam, 11 augustus 2022) is een Nederlands interieurarchitect en industrieel vormgever.

## Biografie
Kor Aldershoff studeerde beeldhouwen en schilderkunst aan de Academie Minerva te Groningen en specialiseerde zich later in binnenhuisarchitectuur en industriële vormgeving aan de Kunstnijverheid School Amsterdam (Gerrit Rietveld Academie) en de Academie voor Beeldende Kunsten in Rotterdam.
In 1958 - 1959 werkte hij als ontwerper bij de firma Metz & Co.

## Interieurarchitectuur
- 1965 - Interieur van het Delta Hotel in Vlaardingen
- 1965 - Directievertrekken en kantines voor Shell in Pernis
- 1967 - VIP room in het Nederlands Paviljoen op de wereldtentoonstelling in Montreal
- 1967 - Showroom voor Knoll International Amsterdam
- 1973 - Interieurs Adriaan Volkerhuis in Rotterdam
- 1980- 1990 Diverse winkels voor de Society Shop & Robe di Kappa
- 1992 - Inrichting van het Shell laboratorium in Amsterdam-Noord

## Industriële vormgeving
- 1960 - Lounge Chair in zwart leer
- 1981 - Shelter prototype; deze shelter, die vooral is bedoeld als recreatie en wisselwoning, was te zien op 20-02-1981 geopende woonbeurs Binnenhuis in de Rotterdamse Ahoy. Kor Aldershoff over zijn ontwerp: ik wilde een huis maken met zo min mogelijk verschillende onderdelen, dat je snel in elkaar kunt zetten en door de eenvormigheid van de elementen bij dit huis zijn geen specialisten nodig. (zie artikel een huis van fl. 40.000,- in het Algemeen Dagblad van 21-02-1981
- 1985 - Wandlamp

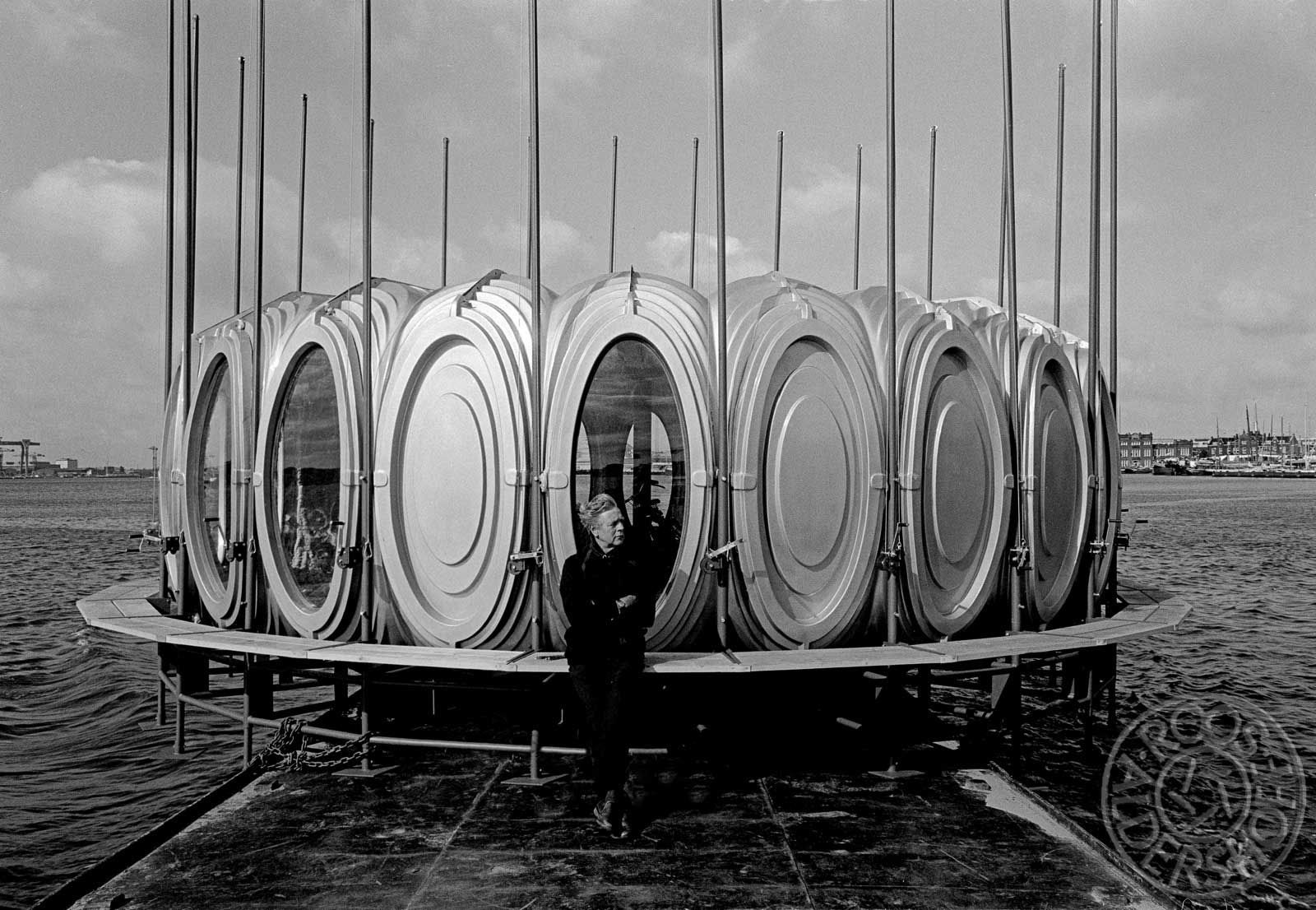
Prototype Ronde huis de Shelter ontwerp Kor Aldershoff

- Prototype Ronde huis de Shelter ontwerp Kor Aldershoff2000 - Windroos bouwsysteem ( zie: http://www.windroosbouwsysteem.nl/)